# کشتار خاندان سلطنتی نپال
کشتار خاندان سلطنتی نپال در ۱ ژوئن ۲۰۰۱ در کاخ سلطنتی نارایانیتی، محل اقامت خاندان سلطنتی نپال، رخ داد. ۹ نفر از اعضای خانواده سلطنتی در یک تیراندازی دسته جمعی در هنگام شام دیدار ماهانه خانواده سلطنتی در خانه کشته شدند. بیرندرای نپال و همسرش ملکه آیشواریا نیز در این حادثه به قتل رسیدند. یک تیم تحقیقاتی منصوب دولت، ولیعهد دیپندرا را عامل این قتل‌عام معرفی کرد. دیپندرا پس از شلیک به خودش به کما رفت.
بعداً، با مرگ پدرش، دیپندرا در حالی که در کما بود، پادشاه نپال اعلام شد. وی پس از سه روز کما در بیمارستان درگذشت. برادر بیرندرا، گیانندرا، پس از مرگ برادرزاده اش پادشاه دیپندرا به سلطنت رسید.

## رخداد
در ۱ ژوئن ۲۰۰۱، ولیعهد دیپندرا به سوی ه کاخ سلطنتی نارایانیتی، محل اقامت شاه نپال، محل برگزاری مهمانی، آتش گشود. او پدرش، پادشاه بیرندرا، مادرش، ملکه آیشواریا و هفت نفر دیگر از اعضای خانواده سلطنتی - از جمله برادر و خواهر کوچک ترش - را هدف گلوله قرار داد و به قتل رساند. او سپس به سر خود شلیک کرد و در حالی که از ناحیه سر در حالت اغما بود، به سلطنت رسید.
انگیزه وی از این قتل‌ها ناشناخته است، اما نظریه‌های مختلفی وجود دارد. دیپندرا خواستار ازدواج با دویانی رعنا بود که با هم در انگلستان آشنا شده بودند. ظاهراً خانواده دیپندرا با این ازدواج به علت گرایش سیاسی و خانوادگی متفاوت خانواده رعنا، شدیداً مخالف بودند.
نظریه‌های دیگر بیان می‌دارند که دیپندرا از تغییر کشور از سلطنت مطلقه به سلطنت مشروطه ناراضی بود و اعتقاد داشت پس از جنبش مردمی سال ۱۹۹۰ اختیارات بیش از حدی به مردم و مجلس داده شده‌است. این، با واقعیت آنچه رخ داده در تناقض است؛ ولیعهد پس از وقایع سال ۱۹۹۰ با شوق از کالج ایتن انگلستان بازگشته بود تا به پدرش در انجام امور نظام سیاسی جدید یاری رساند.
اختلافات زیادی پیرامون شرایط رخ دادن این قتل‌عام وجود دارد و حتی امروز نیز با لغو سلطنت ، سوالات زیادی در مورد علت آن در نپال باقی مانده‌است.

## قربانیان

### کشته شده
- شاه بیرندرا
- ملکه آیشواریا
- ولیعهد دیپندرا، پسر بزرگ بیرندرا و آیشواریا
- شاهزاده نیراجان، پسر کوچکتر بیرندرا و آیشواریا
- پرنسس شروتی، دختر بیرندرا و آیشواریا
- شاهزاده دیرندرا
- پرنسس شانتی، خواهر ارشد پادشاه بیرندرا،
- پرنسس شارادا، خواهر وسطی پادشاه بیرندرا
- کومار خادگا، شوهر پرنسس شارادا[۴]
- پرنسس جیانتی، دخترعموی بزرگ بیرندرا

### مجروحان
- پرنسس شووا، خواهر بیرندرا
- کومار گوراخ، شوهر پرنسس شروتی
- پرنسس کومال، همسر شاهزاده گیانندرا و آخرین ملکه نپال[۵]

## عواقب
دیپندرا در حالی که در کما بود به عنوان پادشاه اعلام شد، اما وی پس از سه روز در ۴ ژوئن ۲۰۰۱ درگذشت. گیانندرا به مدت سه روز نایب السلطنه بود و پس از مرگ دیپندرا، خود بر تخت سلطنت نشست.
در سه روز پایانی زندگی دیپندرا، گیانندرا اظهار داشت که این مرگ‌ها نتیجه «تخلیه تصادفی سلاح اتوماتیک» در داخل کاخ سلطنتی بوده‌است. با این حال، او بعداً گفت که این ادعا را به دلیل «ضوابط قانونی» مطرح کرده‌است، زیرا طبق قانون اساسی، و طبق سنت ، دیپندرا اگر زنده می‌ماند به جرم قتل محاکمه نمی‌شد. تحقیقات کامل انجام شد و معلوم شد که دیپندرا مسئول این قتل است.
یک کمیته دو نفره متشکل از کشاو پراساد اوپادایا، رئیس دادگاه عالی و ترانات رانابات، رئیس مجلس نمایندگان، تحقیقات یک هفته ای در مورد این قتل‌عام را انجام دادند. تحقیقات پس از مصاحبه با بیش از صد نفر از جمله شاهدان عینی و مقامات کاخ، نگهبانان و کارمندان، به این نتیجه رسید که Dipendra این قتل‌عام را انجام داده‌است. تعداد زیادی از منتقدان و نپالی، چه در داخل نپال و چه در خارج از کشور، در گزارش رسمی اختلاف نظر داشتند زیرا بسیاری از حقایق و شواهد گزارش شده توسط تیم تحقیق از بسیاری جهات متناقض به نظر می‌رسید. یکی از نزدیکان دیپندرا هنگامی که وی شاهزاده بود در مورد دیپندرا گفت: «او می‌تواند به خاطر عشق خود تاج و تخت را کنار بگذارد، اما هرگز نمی‌تواند این نوع کارها را انجام دهد.»

## شایعات
شایعه ای که به‌طور گسترده منتشر شده این است که پرنس دیپندرا از یک اختلاف خانوادگی برای ازدواجش به شدت خشمگین بود. محبوب دیپندرا، دویانی رعنا، دختر پاشوپاتی شمشر جنگ بهادر رعنا، یکی از اعضای طایفه رعنا بود که خاندان شاه با او خصومت تاریخی داشتند. طایفه رعنا تا سال ۱۹۵۱ به عنوان مهاراجه و نخست‌وزیر موروثی نپال خدمت می‌کرد و این دو طایفه سابقه ازدواج طولانی دارند. این اختلافات همچنین بر سر هندی بودن دویانی نیز وجود داشت. همچنین دویانی از تبار سلطنتی گوالیور بود، که ز نظر خانواده سلطنتی نپال دون شان آنها بودند. پرنس دیپندرا همچنین سوپریا شاه، نوه ملکه مادر راتنا را نیز در نظر داشت. ملکه آیشواریا، اگرچه در ابتدا به دلیل روابط خانوادگی و این دیدگاه که سوپریا به عنوان یک ملکه بی کفایت خواهد بود، مخالف این رابطه بود، با این وجود سوپریا را نسبت به دویانی رانا ترجیح داد، زیرا اگر سوپریا ملکه می‌شد، تقسیم قدرت بین دو خانواده شاه و رعنا رخ نمی‌داد.

## مراسم تشییع
در ۱۲ ژوئن ۲۰۰۱، مراسم تشییع هندویی برای روح زدایی پادشاه برگزار شد. یک برهمین که لباس بیرندرا را به عنوان نماد پادشاه فقید پوشانده بود، یک فیل را از کاتماندو با خود آورد و به صورت نمادین، بسیاری از وسایل سلطنت را با خود برد. محل اقامت دیپندرا نیز سرانجام تخریب گشت. جسدها را نیز سوزاندند.

## نظریات توطئه
پادشاه بیرندرا و پسرش دیپندرا بسیار محبوب و مورد احترام مردم نپال بودند. متعاقباً، پراچاندا، رئیس حزب مائوئیست نپال، در یک مجمع ادعا کرد که این کشتار توسط شاخه تحقیقات و تحلیل آژانس اطلاعات هند (RAW) یا آژانس اطلاعات مرکزی آمریکا (CIA) برنامه‌ریزی شده‌است. مروجان این عقاید ادعا می‌کنند که گیانندرا در این قتل‌عام سهیم بوده‌است تا خودش بتواند سلطنت را بر عهده بگیرد. رسیدن دوباره وی به سلطنت تنها در صورت از میان برداشتن دو برادرزاده اش، دیپندرا و نیراجان ممکن بود. علاوه بر این، گیانندرا و به ویژه پسرش پرنس پاراس در میان مردم محبوب نبودند. روز قتل‌عام، او در پوکارا بود در حالی که سایر سلطنتی‌ها در مراسم شام شرکت می‌کردند. در حالی که کل خانواده بیرندرا و دیپندرا کشته شدند، هیچ‌کس از خانواده گیانندرا کشته نشد پسرش با جراحات جزئی جان به در برد و همسرش با یک زخم گلوله هرچند خطرناک زنده ماند.

## در فرهنگ عامه
- سوپر استار (همچنین با عنوان احمق)، یک فیلم هندی ساخته شده در سال ۲۰۰۲، بر اساس داستان عاشقانه دیپندرا و دویانی رعنا، و کشتار سلطنتی نپال[۲۰]
- این قتل‌عام در فصل سوم مجموعه مستند ساعت صفر بر اساس بازسازی واقعه از سوی شاهدان عینی بازمانده به نمایش درآمده است.[۲۱]